# Felix Neck Wildlife Sanctuary
Das Felix Neck Wildlife Sanctuary ist ein 194 Acres (0,8 km²) umfassendes Schutzgebiet bei Edgartown im Bundesstaat Massachusetts der Vereinigten Staaten. Es wird von der Massachusetts Audubon Society verwaltet.

## Schutzgebiet
Das auf Martha’s Vineyard gelegene Schutzgebiet stellt den Besuchern insgesamt 4 mi (6,4 km) Wanderwege zur Verfügung, von denen 1 mi (1,6 km) barrierefrei zugänglich sind. Es bietet mit Wäldern, Wiesen, Seen, einer Salzwiese und einem Küstenstreifen vielfältige Lebensräume für unterschiedlichste Tier- und Pflanzenarten.
Der Vogelschutz steht jedoch im Vordergrund. Im Schutzgebiet kommen insbesondere Zahnwachteln, Schnepfen, Rotkehl-Hüttensänger, Sumpfschwalben und Fischadler vor. Es wurden ferner zwei Nistboxen für Schleiereulen aufgestellt, die mittels Webcam beobachtet werden können. Im 2009 neu angelegten Schmetterlingsgarten sind Schmetterlinge in allen Entwicklungsstadien sowie Kolibris zu sehen.